# Bernát Ottó
Bernát Ottó, 1903-ig Singer Ottó (Keszthely, 1872. szeptember 14. – Budapest, Terézváros, 1937. március 25.) magyar újságíró, szakíró, ügyvéd.

## Élete
Dr. Singer Bernát (1840–1892) orvos és Weisz Júlia (1850–1900) gyermekeként született. Jogi tanulmányait a Budapesti Tudományegyetemen végezte, s már joghallgatóként belső munkatársa, majd külpolitikai rovatvezetője volt az Egyetértés című napilapnak. 1905-től ügyvédi gyakorlatot folytatott, a Budapesti Napilapok Szindikátusának ügyész-titkára volt. 1912-től a Pesti Napló, 1913-tól a Világ, az Esti Kurír, majd 1933-ig a Magyar Hírlap közgazdasági publicistájaként dolgozott.
Felesége Hentaller Ilona Konstancia Mária volt, akit 1905. április 12-én Budapesten, az Erzsébetvárosban vett nőül, majd három évvel később elváltak.
Sírhelye a Fiumei úti sírkertben található (47-7-22), jeltelen.